# Almost Legal – Echte Jungs machen’s selbst
Almost Legal – Echte Jungs machen’s selbst ist eine US-amerikanische Low-Budget-Filmkomödie aus dem Jahr 2003. Die Handlung dreht sich um drei Freunde, die zusammen einen Pornofilm drehen wollen, um endlich an Geld und Frauen zu kommen. In den USA nahm der Film nur knapp 26.000 Dollar ein.

## Handlung
Deacon, Fred und Matt sind die Versager der High School. Sie werden nicht auf Partys eingeladen, bekommen keine Freundinnen und kopieren illegal Pornovideos und verkaufen sie an Minderjährige, um an Geld zu kommen. Doch als Fred seinen Job in der Videothek und damit auch den Zugang zu den Pornovideos verliert, beschließen die drei, ihren eigenen Porno zu drehen.
Nachdem Fred die Kreditkartendaten eines Kunden seines Vaters entwendet hat, stellen Deacon und Fred eine Promotion-Website ins Internet. Ihr geplanter Pornofilm soll „After School Special“ heißen. Mithilfe gefälschter Ausweise kommen die drei Freunde in einen Striptease-Club, wo sie die junge Ashley als Hauptdarstellerin des Films anheuern. Als Deacons Nachbar Jake zufällig von dem Plan erfährt, fordert er die männliche Hauptrolle ein und droht, ansonsten Deacons Eltern von dem Projekt zu erzählen. Nachdem Jake beim Dreh jedoch vorzeitig ejakuliert, wird er durch Coop ersetzt, einen ständigen Sitzenbleiber und Frauenmagneten.
In der Schule spricht Deacon Jakes Exfreundin Naomi an, die ihn auf eine Party einlädt. Auf der Party versucht Jake, Deacon zu demütigen, doch Deacon lässt sich davon nicht beeindrucken. Er küsst Naomi und hat anschließend Sex mit ihr. Naomi erfährt zufällig von dem Porno und will bei den Dreharbeiten zusehen. Ihre Vorschläge zur Verbesserung des Filmes spalten die Jungs jedoch, und Deacon gerät in Streit mit Fred und Matt. Bald darauf beschließen die drei, den Pornofilm nicht fertigzustellen. Sie werden jedoch plötzlich von zwei lokalen Pornoproduzenten entführt, denen die Jungs als Konkurrenz ein Dorn im Auge sind. Sie verlangen von ihnen das Drehbuch ihres Films. Die Jungs willigen ein, verlangen jedoch eine lebenslange Versorgung mit Pornos, welche ihnen gewährt wird.
Am Ende des Filmes kommt Deacon wieder mit seiner Exfreundin Rachael zusammen, und auch Fred und Matt finden Freundinnen. Schließlich fahren sie alle drei in Sportwagen, Mädchen neben ihnen sitzend, davon.

## Hintergrund
- Der Film weist viele Ähnlichkeiten mit dem ein Jahr später erschienenen The Girl Next Door auf.
- Vic Ramalot, einer der beiden lokalen Pornoproduzenten und Pornodarsteller, ist eine Anspielung auf Ron Jeremy.

## Kritiken
Das Lexikon des internationalen Films schreibt über den Film: „Geschmacksunsichere Teenie-Komödie nach bekannten Vorbildern, die auf genretypische Schlüpfrigkeiten setzt.“